# 終らない夏
『終らない夏』（おわらないなつ）は、日本テレビ系列で1995年7月19日から同年9月20日まで放送された日本のテレビドラマである。放送時間は、毎週水曜日22:00‐22:54（JST）。

## 概要
当初、1995年7月12日に放送開始が予定されていたが、報道番組の関係で『星の金貨』の終了日が変更されたため、7月19日からに変更された。夏の終わりに母親が亡くなる、という展開を前提に、喪服を着た向日葵が火葬場の前で立ち尽くす場面からスタート。本編中にも時折、喪服姿の向日葵と彼女の過去形でのナレーションが折り込まれていた。後にV6のメンバーとしてデビューした井ノ原快彦と瀬戸朝香は本作への出演がきっかけで出会い、2007年9月に結婚した。また、松本莉緒（松本恵）の公式デビュー作でもある。
紡木たくの漫画『ホットロード』からのストーリー・登場人物の設定・セリフなどの盗用があると一般視聴者からの指摘、その後テレビ雑誌・スポーツ新聞で報じられ、放送終了後に制作者側が出版社などに謝罪した。そのためノベライズ・再放送・映像ソフト化・オンデマンド配信もなされていない。
2014年に『ホットロード』が実写映画化された際には、本作品の制作局だった日本テレビが制作に関与している。

## あらすじ
向日葵が3歳の夏に、両親が考え方の違いから父が家を出る形で離婚。以来、八ヶ岳のふもとの一軒家で、一緒に暮らして来た母とは友達のような関係を保ち、東京へ行った父の貴志とは毎年、7月7日に会うのみだった。
20歳の誕生日を目前にした夏の日、勤務先の町役場に母がやって来た。美大の同級生、鈴木一と再婚するという母に向日葵は面食らう。
そして向日葵自身も、20年前の母と同様に、高校卒業と同時に上京した5歳年上の幼なじみの坂井大介と、東京で出会った浅香耕平との間を、親友である由希を交えた上で揺れ動く。
同時に父から異母妹、真理子の存在を知らされる。心臓の手術をする真理子に「父の仕事仲間」として会い、力になって欲しいというのだ。承諾した向日葵は大介と耕平のいる東京と、八ヶ岳の自宅を往復することになる。

## キャスト
- 工藤向日葵：瀬戸朝香
1975年8月生まれ。山梨県長坂町で生まれ育つ。幼少期は泣き虫な面が見られたが母と2人暮らしとなってから、奔放で多忙な母に代わり家事などをこなし次第に面倒見の良い気丈な性格になってゆくが、異母妹の真理子の存在を知った直後、手術前日の真理子が両親に甘える姿を見て、複雑な心境になっている。高校卒業と同時に地元の町役場に就職し2年目。O型。
- 坂井大介：大浦龍宇一
1970年生まれ。向日葵とは、近所同士で幼なじみ。高校卒業後に上京するが、家業を継ぐか迷う。そして向日葵と再会。次第に恋愛感情を意識する。A型。
- 鈴木一：ラサール石井
薫と貴志の美大の同級生で、現在は大学教授。大学生の頃、薫を巡って三角関係の末に失恋。しかし彼女を忘れる事が出来ず、離婚を知って個展などを理由にたびたび八ヶ岳へやって来ていた事をきっかけに交際開始。再婚を決意。ウエディングドレスを彼女に贈るが・・母と二人暮らし。
- 藤野貴志：長谷川初範
向日葵と真理子の父。向日葵に対しての愛情は深いものの、薫の性格の奔放さについてゆけなくなり、彼女に親権を託し自ら家を出る形で離婚。同時に上京し起業した数年後に真理子の母と再婚。薫が一と再婚を決意した直後、真理子の手術費用として、一に借金の申し込みをした。しかし同時に再会した薫と頻繁に会ったり、真理子に対して向日葵との間柄を偽って引き合わせたりなどで後妻に嫌な顔をされた事がある。その後、八ヶ岳の家に泊まり、薫と寄り添う様に就寝していた姿を向日葵に叱責されてしまう。
- 藤野真理子：松本恵（現・松本莉緒）
貴志と後妻の娘で中学生。心臓病の為、夏休み中に手術を受けることになる。無邪気な性格で向日葵を慕う。退院後に両親に連れられて向日葵に会いに行き、姉と呼ぶ様になる。
- 真理子の母：澤井伽名子
貴志の後妻で一緒に事業を手伝う。穏やかで常識的な性格。手術前の大事な時期に、貴志が嘘をついて娘達を会わせた事に戸惑い、真理子への影響を懸念。手術前日に「今は会わないで欲しい」と向日葵を注意した事もあるが、薫の死後、1人になってしまった向日葵を心配し、真理子に事実を告げた上で、同居を申し出る。
- 浅香耕平：山下徹大
東京在住。ビルの壁面に絵を描くアーティスト。薫の絵を絶賛する。向日葵を巡り、大介と対立する。のちに吉村に監禁されたことがある。物語の後半、ある事件で負傷し入院。向日葵の希望もあり、彼女から輸血を受け一命を取り留める。O型。
- 東野トオル:井ノ原快彦
由希にまっすぐに片想いをする。郵便の配達員をしており、向日葵らとは昔からの幼なじみ。
- 大塚由希：小林恵
向日葵とは高校の同級生でもあり、一緒に就職した町役場の同僚でもある。向日葵に嫉妬心を抱いたり、途中で上京し、耕平と交際。欠勤が続いたとして免職寸前になったことがある。しかし最終的に向日葵とは良い友人関係を保てている。
- 沢田まなみ：鈴木砂羽
耕平の恋人でソープで働いている。向日葵と由希に嫉妬し、暴挙に出る。冷めた性格で裏世界に通じる。
- 香山久美子：松平友希
大介の東京での恋人。向日葵に心惹かれるようになった大介に、妊娠を告げるが…。最終的に交際は破綻。
- 坂井勇三：六平直政
大介の父。頑固だが人情味溢れる性格。
- 坂井伸子：安永亜衣
大介の姉。
- 原田誠: 石塚英彦
役場の課長。普段はおとなしい性格だが、騒ぎを持ち込む向日葵と由希に立腹し、由希の出した退職願を持ち去った向日葵から奪回した事がある。
- 鈴木春子:三條美紀
一の母。薫と向日葵から挨拶を受ける。
- 工藤薫：秋吉久美子
向日葵の母で画家。奔放な言動で周囲を驚かせる事も多いが、さっぱりした気性で面倒見の良い性格。貴志との離婚以来、向日葵に「薫」と呼ばせるようになった。一と再婚予定だったが、トラブルが発生。貴志に相談を持ちかけてしまう。向日葵の誕生日の直前、ケーキを作っている最中に心不全で急死する。
- 吉村:塩見三省
まなみと関わりを持つヤクザ。耕平を拉致監禁中に、売春に関する容疑で逮捕される。
- カフェバー経営者:日野陽仁
自らが経営する店に耕平を住まわせる。無口な性格。

## テーマ曲
- 主題歌『Hello, Again 〜昔からある場所〜』MY LITTLE LOVER
- エンディングテーマ『夏色の「永遠」』瀬戸朝香

## スタッフ
- 脚本：梅田みか
- チーフプロデューサー : 小杉善信
- プロデュース：神蔵克、大森美孝
- 演出：水田伸生、金田和樹、五木田亮一
- 音楽 : 小林武史
- 製作著作 : 日本テレビ放送網
- 制作協力 : 日本テレビエンタープライズ

## サブタイトル
| 各話   | 放送日        | サブタイトル                        |
| ------ | ------------- | ----------------------------------- |
| 第1話  | 1995年7月19日 | 唇が君を忘れない                    |
| 第2話  | 1995年7月26日 | “再会”心が揺れた                    |
| 第3話  | 1995年8月2日  | 恋に変わる瞬間                      |
| 第4話  | 1995年8月9日  | 傷ついた恋の告白!母の秘密に泣いた…  |
| 第5話  | 1995年8月16日 | 嫉妬の危険な罠                      |
| 第6話  | 1995年8月23日 | 意外な恋の展開!届かぬ想い新たな予感 |
| 第7話  | 1995年8月30日 | 彼が親友と寝た…                     |
| 第8話  | 1995年9月6日  | 衝撃!母が倒れた                     |
| 第9話  | 1995年9月13日 | その夜母は死んだ                    |
| 第10話 | 1995年9月20日 | 抱いて!涙の朝に                     |